# Пумукъл
Пумукъл (на немски: Pumuckl) е немски анимационен сериал, създаден по едноименния радиосериал от 1961 г. по идея на немската детска писателка Елис Каут (1920-2015). Главни герои са коболдът с рижава коса на име Пумукъл и майстор Едер.

## „Пумукъл“ в България
В България сериалът е излъчен за пръв път по БНТ през 80-те, дублиран на български.
Повторното му излъчване започна на 3 септември 2007 г. по Диема Фемили с разписание всеки делничен ден от 17:30, дублиран наново. Ролите се озвучават от артистите Ася Братанова, Стефан Стефанов, Димитър Кръстев и Светлана Смолева.
На 6 февруари 2010 г. започна повторно излъчване и по Диема, всяка събота и неделя от 07:30 и завърши временно на 7 март, като продължи на 3 април.